# Horrie Seden
Horrie Seden (Darwin, 6 april 1946) is een Australisch professioneel darter die uitkwam in de BDO van 1984 tot 1988. Seden stond bekend om zijn rechtshandige worp, en de unieke pijl waarmee hij speelde, een 26 gramspijl van Unicorn. 
In 1984 behaalde Horrie Seden zijn grootste succes op een toernooi, door de winst van de Australische Grand Masters, tevens behaalde hij in 1987 de kwartfinale van de WDF World cup
Seden verloor van Bob Sinnaeve met 2-3 op het 1988 BDO World Darts Championship in de Lakeside County Club.

## Resultaten op wereldkampioenschappen

### BDO
- 1988: Laatste 32: (verloren van Bob Sinnaeve 2-3)